# یواس‌اس هوویک هال (آی‌دی-۱۳۰۳)
یواس‌اس هوویک هال (آی‌دی-۱۳۰۳) (به انگلیسی: USS Howick Hall (ID-1303)) یک کشتی بود که طول آن ۴۱۳ فوت (۱۲۶ متر) بود. این کشتی در سال ۱۹۱۰ ساخته شد.